# Ismaily SC
Ismaily Sporting Club (arab. لنادي الإسماعيلي الرياضي) – egipski klub piłkarski, grający obecnie w pierwszej lidze, mający siedzibę w mieście Ismailia, leżącym nad Kanałem Sueskim.

## Historia
Klub został założony w 1924 roku w mieście Ismailia pod nazwą Nahda Sporting Club. Swój pierwszy sukces osiągnął w 1967 roku, kiedy to sięgnął po mistrzostwo Egiptu. Tytuł mistrzowski Ismaily wygrywał także w latach 1991 i 2002. Natomiast w latach 1997 i 2000 zdobywał Puchar Egiptu. W 1969 roku wywalczył Puchar Mistrzów Afryki, gdy w finałowych spotkaniach okazał się lepszy od zairskiego TP Englebert (2:2, 3:1). W 2003 roku doszedł do finału Ligi Mistrzów, ale uległ w nim nigeryjskiej Enyimbie (0:2, 1:0).

## Sukcesy
- Mistrzostwo Egiptu (3 razy): 1967, 1991, 2002
- Puchar Egiptu: 
  - zwycięzca (2 razy): 1997, 2000
  - finalista (4 razy): 1977, 1985, 1999, 2003
- Liga Canal
  - zwycięzca (1 raz): ??
- Puchar Mistrzów: 
  - zwycięzca (1 raz): 1969
  - finalista (1 raz): 2003
- Finał Arabskiej Ligi Mistrzów (1 raz): 2004
- Finał Pucharu CAF (1 raz): 2000

## Skład na sezon 2011/12

### Bramkarze
- Mohamed Sobhy
- Mohamed Fathy

### Obrońcy
- Ahmed Hegazi
- Abdul Hamid Samil
- Ahmed Sedik
- Ibrahim Yehia
- Moatasem Salem

### Pomocnicy
- Amr Al Sulaya
- Salah Amin
- Ahmed Samir Farag
- Ahmed Ali
- Omar Gamal
- Ahmed Khairi
- Mohamed Mohsen
- Abdelrahman Mosaad
- Mohab Saied
- Abdallah Shahat
- Mohamed Soliman

### Napastnicy
- Godwin Ndubuisi Ezeh
- Mohamed Traoré
- Mohamed Abo Greisha
- Mahmod Wahed
- John Owoeri